# Content package
Un paquete de contenido es un tipo de archivos que incluye contenidos y metadatos. 
Los paquetes de contenido se usa en e-learning para definir contenidos de aprendizaje actividades de evaluación que puedan ser distribuidos, a través por ejemplo, de un Learning Management System. Se trata de un estándar que sirve para describir contenidos para aprendizajes que puedan ser reconocidos por diversos programas informáticos. 
El formato más usado para empaquetar contenido es el definido por la IMS Global, que se basa en el uso de un fichero XML manifest llamado imsmanifest.xml envuelto en un archivo zip. El contenido de aprendizaje puede incluirse como parte del fichero zip si se trata por ejemplo de páginas HTML o archivos multimedia autoreproducibles, o bien ser referenciados a través de una URL desde dentro del archivo manifest.
El formato IMS fue elegido por SCORM para definir su formato de empaquetado, y por eso la mayoría de los objetos con contenidos de aprendizaje basados en SCORM se distribuyen con este tipo de empaquetado.
Por su parte la AICC también definió un formato de empaquetamiento de contenido conocido como estándar AICC HACP. Este formato consiste en archivos ASCII separados con cuatro comas que sirven para definir detalles del contenidos de aprendizaje que contienen incluyendo una URL.